# Ливио, Марио
Ма́рио Ли́вио (ивр. מריו ליביו‎, англ. Mario Livio; род. 1945, Бухарест) — израильский и американский физик. Автор множества научных статей в рецензируемых журналах по астрофизике. Получил значительную известность как популяризатор математики и физики, его книги, сочетающие компетентность и широту эрудиции с доступностью и яркостью изложения, переведены на многие языки мира, в том числе на русский. Лауреат нескольких наград за популяризацию науки. Член Американской ассоциации содействия развитию науки (АААС, 2009 год).

## Биография и научная деятельность
Ливио родился в Бухаресте (Румыния) в еврейской семье, в 1950 году семья репатриировалась в Израиль. Там он получил степень бакалавра в Еврейском университете Иерусалима. Затем занялся вначале теоретической физикой элементарных частиц в институт Вейцмана, а позднее — астрофизикой в Тель-Авивском университете. После защиты докторской диссертации стал профессором физики в Технионе (израильском Технологическом институте), работал там с 1981 по 1991 год.
Служил в Армии обороны Израиля в качестве фельдшера в шестидневной войне (1967), в «войне Судного дня» (1973) и в ливанской войне (1982).
С 1991 по 2015 год работал астрофизиком в американском Институте STSci («Институт исследований космоса с помощью космического телескопа»), выполнял исследования на орбитальном телескопе «Хаббл».
С 2000 года Ливио сосредоточил свои исследования на изучении взрывов сверхновых и их применении для определения скорости расширения Вселенной. Он также исследовал такие дискуссионные вопросы астрофизики, как тёмная энергия, чёрные дыры и формирование планетной системы вокруг молодой звезды.
Доктор Ливио трижды приглашался на Всеамериканский фестиваль науки и техники для выступлений перед учащимися средних и старших классов.
Жена: Софи Ливио, микробиолог, у них трое детей.

## Научно-популярные произведения
На протяжении почти двадцати лет Ливио занимается популяризацией астрономии и математики с помощью книг, лекций, журнальных статей, радио- и телевизионных выступлений (в том числе на CBC и youtube.com.
Первой книгой Ливио стала «Ускоряющаяся Вселенная» (The Accelerating Universe, 2000), которая поясняла в доступных неспециалисту терминах теорию о том, что Вселенная расширяется всё быстрее и быстрее. Автор исследовал возможные причины и теоретические последствия дальнейшего расширения, особенно его последствия для представлений о «красоте» научных законов, управляющих космосом.
Называя себя «фанатиком искусства», Ливио оправдывает этот титул в своей следующей книге, «Золотое сечение: История Фи» (The Golden Ratio: The Story of Phi, 2002). Это, вероятно, самая популярная из его книг. Он проследил влияние золотого сечения на протяжении многих веков искусства, архитектуры, музыки, и даже в теории фондового рынка. Книга получила восторженный отзыв от Дэна Брауна, автора «Кода да Винчи».
Книга «Уравнение, которое нельзя решить» (The Equation That Couldn't Be Solved, 2005) объясняет, как усилия для решения уравнений привели к теории групп и к математической теории симметрии. Автор подчеркивает решающую роль Эвариста Галуа и Нильса Хенрика Абеля в развитии этого раздела математики. Книга содержит биографические очерки Галуа, Абеля и ряда других математиков.
«Был ли Бог математиком?» (Is God A Mathematician?, 2009) В ней анализируется удивительная способность математики описывать и прогнозировать физический мир. Ливио также пытается ответить на вопрос, который занимал множество математиков и философов в течение столетий: Математику изобрели или открыли? Эта книга была выбрана «Вашингтон пост» как одна из лучших книг 2009 года, она получила и другие награды — премию Пеано и международный приз Пифагора для популярных книг по математике.
«Гениальные ляпы» (Brilliant Blunders, 2013) отмечает серьёзные ошибки пяти выдающихся деятелей науки: Чарльза Дарвина, лорд Кельвина, Лайнуса Полинга, Фреда Хойла и Альберта Эйнштейна.
Две последние его книги: «Почему? Что делает нас любознательными» (2017 год) и «Галилей и отрицатели науки» (2020).

## Труды
- The Accelerating Universe: Infinite Expansion, the Cosmological Constant, and the Beauty of the Cosmos (англ.). — John Wiley, 2000. — ISBN 0-471-39976-0.
- The Golden Ratio: The Story of Phi, the World's Most Astonishing Number (англ.). — Broadway Books[англ.], 2002. — ISBN 0-7679-0815-5.
- The Equation That Couldn't Be Solved: How Mathematical Genius Discovered the Language of Symmetry (англ.). — Souvenir Press[англ.], 2006. — ISBN 0-285-63743-6.
- Is God a Mathematician?. — Simon & Schuster 2009. — ISBN 978-0-7432-9405-8.
- Brilliant Blunders. — Simon & Schuster, 2013. — ISBN 9781439192375.
- Why? What Makes Us Curious. — Simon & Schuster, 2017. — ISBN 978-1476792095.
- Galileo and the Science Deniers. — Simon & Schuster, 2020. — ISBN 978-1501194733.

### Русские переводы
- Ливио, Марио. Был ли Бог математиком?. — М.: АСТ, 2016. — 384 с. — (Золотой фонд науки). — ISBN 978-5-17-095136-9.
- Ливио, Марио. От Дарвина до Эйнштейна. Величайшие ошибки гениальных ученых, которые изменили наше понимание жизни и вселенной. — М.: АСТ, 2016. — 425 с. — (Золотой фонд науки). — ISBN 978-5-17-088983-9.
- Ливио, Марио. Фи – число Бога. Золотое сечение – формула мироздания. — М.: АСТ, 2016. — 432 с. — (Золотой фонд науки). — ISBN 978-5-17-094497-2.
  - Второе издание: АСТ, 2021, ISBN 978-1501194733.
- Ливио, Марио. Десять важнейших открытий «Хаббла». В мире науки (2006). Дата обращения: 15 февраля 2016.
- Ливио, Марио и Рисс, Адам. Ребус тёмной энергии // В мире науки. — 2016. — № 5—6. — С. 50—57.